# لويز أدريانو
لويز أدريانو (بالإنجليزية: Luiz Adriano)‏؛ مواليد 12 أبريل 1987 في بورتو أليغري، البرازيل، هو لاعب كرة قدم برازيلي يلعب بنادي سبارتاك موسكو ويلعب ايضاً في منتخب البرازيل لكرة القدم كمهاجم. بدأ مسيرته الرياضية عام 2004 مع نادي إنترناسيونال.
في 21 أكتوبر 2014 حقق رقم قياسي جديد من خلال مباراة فريقه شاختار دونيتسك مع باتي بوريسوف ، حيث أستطاع معادلة رقم لاعب برشلونة ليونيل ميسي بإحرازه 5 أهداف في مباراة واحدة، كما صنع رقم قياسي جديد بإحرازه أسرع هاتريك في تاريخ دوري أبطال أوروبا ، كما أحرز 4 أهداف في شوط واحد. في موسم 2015-16 انتقل إلى نادي إيه سي ميلان الإيطالي بصفقة بلغت 8 ملايين يورو.

## وصلات خارجية
- لويز أدريانو على موقع الاتحاد الدولي (مؤرشف)  (الإنجليزية)
- لويز أدريانو على موقع الاتحاد الأوربي (الإنجليزية)
- لويز أدريانو على موقع اتحاد تركيا (لاعب) (الإنجليزية)
- لويز أدريانو على موقع اتحاد أوكرانيا (الإنجليزية)
- لويز أدريانو على موقع قاعدة بيانات كرة القدم.إي يو (الإنجليزية)
- لويز أدريانو على موقع ليكيب (الفرنسية)
- لويز أدريانو على موقع ناشيونال فوتبول تيمز (الإنجليزية)
- لويز أدريانو على موقع Soccerway.com (الإنجليزية)
- لويز أدريانو على موقع عالم كرة القدم.نت (الإنجليزية)
- لويز أدريانو على موقع AS.com (الإسبانية)